# Shahrestān-e Sarāyān
Shahrestān-e Sarāyān (persiska: شهرستان سرايان, سرايان) är en delprovins (shahrestan) i Iran.   Den ligger i provinsen Sydkhorasan, i den östra delen av landet, 700 km öster om huvudstaden Teheran.
Delprovinsen hade 33 312 invånare 2016.